# Rycheza Lotaryńska

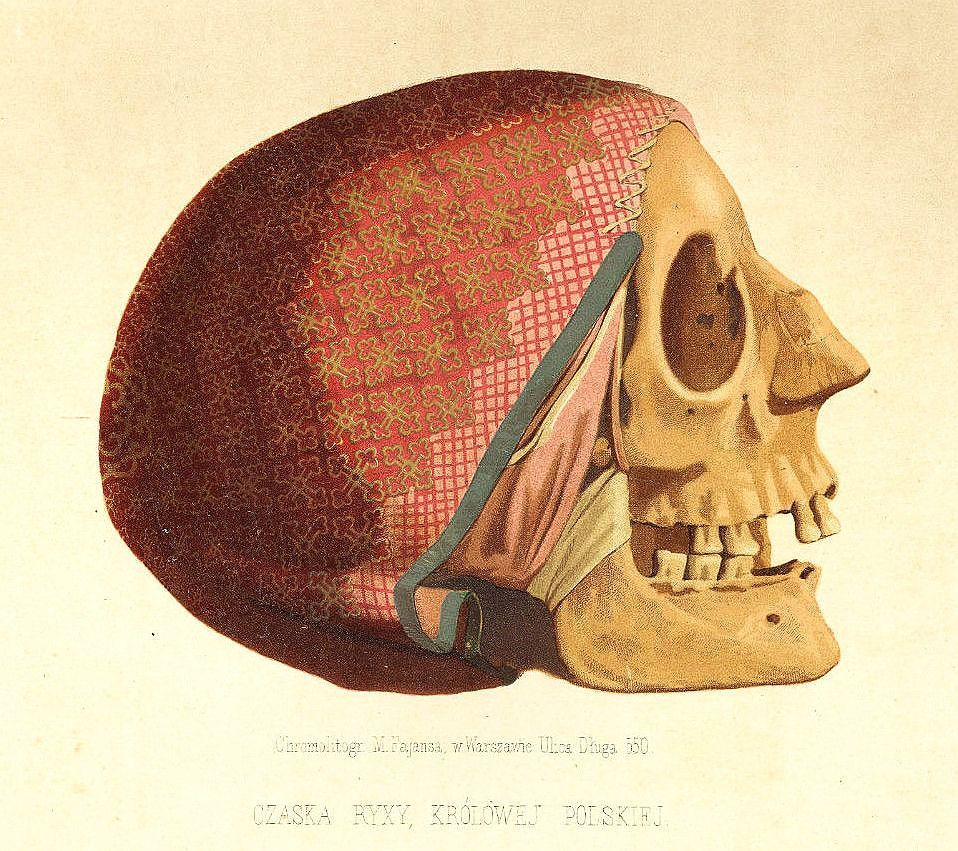
W 1852 roku Aleksander Przeździecki otrzymał zezwolenie od proboszcza katedry kolońskiej na otwarcie grobu Rychezy Lotaryńskiej; na polecenie Przeździeckiego wykonano kolorową litografię przedstawiającą czaszkę królowej.

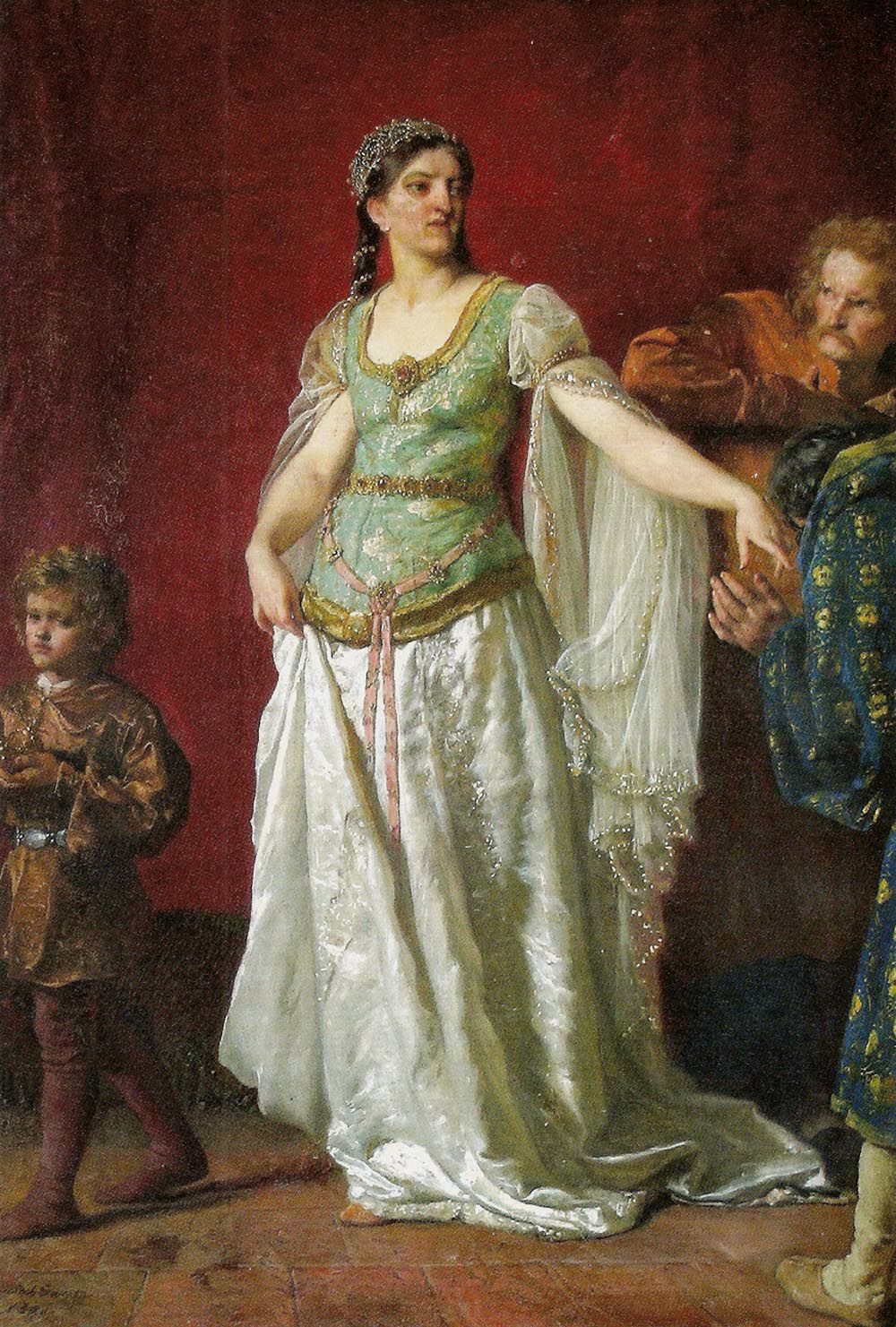
Rycheza na obrazie Wojciecha Gersona.

Rycheza lotaryńska, niem. Richeza a. Richenza, także Ryksa, niem. Rixa, zw. Błogosławioną. (ur. ok. 993, zm. 21 marca 1063 w Brauweiler) – królowa Polski jako żona Mieszka II Lamberta.

## Pierwsze lata życia i małżeństwo z Mieszkiem II
Była córką palatyna Lotaryngii Erenfrieda Ezzona i Matyldy, córki Ottona II, siostry Ottona III. Lata młodości spędziła najprawdopodobniej w klasztorze w Quedlinburgu (lub w Gandersheimie). 
Na mocy jednego z postanowień zjazdu w Merseburgu w 1013 roku została poślubiona przez Mieszka II Lamberta, co stanowić miało przypieczętowanie zawartego wówczas pokoju. Urodziła ona Mieszkowi syna Kazimierza zwanego Odnowicielem, który został później władcą Polski oraz dwie córki – Gertrudę i drugą, której imię nie jest znane.

## Królowa Polski
W 1025 roku wraz z mężem została koronowana na królową Polski. Pod koniec 1031 roku, w związku z zaistniałą sytuacją polityczną (objęcie władzy przez Bezpryma i ucieczka Mieszka II do Czech na skutek przegranej wojny polsko-niemieckiej), zdecydowała się na wyjazd z Polski (z podobnych przyczyn kraj w 1037 opuścił jej syn Kazimierz). Udała się do Niemiec, zabierając insygnia królewskie i cały majątek. Wspomniane insygnia królewskie nigdy nie powróciły już do Polski. Możliwe, że Rycheza powróciła na krótko do Polski po śmierci Mieszka II w 1034 roku. Do końca życia używała tytułu królowej.
Wraz z synem Kazimierzem Odnowicielem dążyła do wzmocnienia władzy monarszej oraz do odbudowania osłabionego aparatu państwowego po powstaniu ludowym i buncie Miecława.

## Życie zakonne
W 1047 wstąpiła do klasztoru benedyktyńskiego w Brauweiler koło Kolonii, który był fundacją jej rodziców. Przebywała w nim do śmierci 21 marca 1063. Śmierć Rychezy odbiła się w Niemczech szerokim echem. Jej zgon utrwaliło co najmniej 5 nekrologów. Nekrolog brunwilerski zawiera następujące słowa (w tłumaczeniu polskim): "Zmarła najsławniejsza Rycheza królowa Polski, córka fundatorów, której pamięć obchodzi się uroczyście". Prawdopodobnie zdecydowała, że chce być pochowana w Brauweiler. Została jednak pochowana w Kolonii, w niezachowanej współcześnie kolegiacie Mariackiej na Schodach, której była dobrodziejką.

## Pochówek

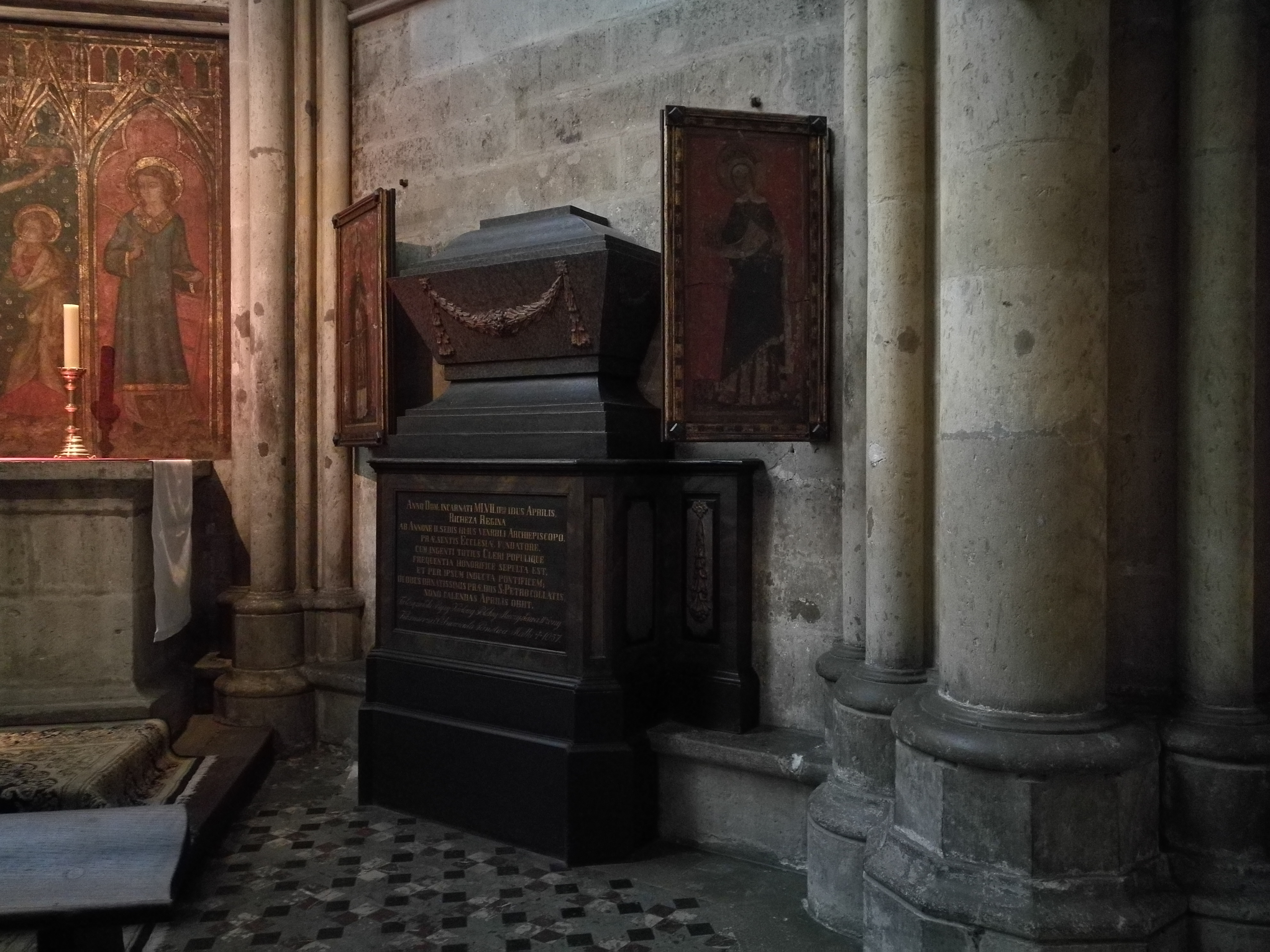
Grób Rychezy w katedrze w Kolonii

Po rozebraniu kościoła Panny Marii ad Gradus w 1817, jej szczątki zostały przeniesione do katedry kolońskiej. W katedrze przenoszono je w różne miejsca, lecz ostatecznie spoczęły w kaplicy chórowej, poświęconej św. Janowi Chrzcicielowi. W dniu 8 września 1959 r. dokonano otwarcia grobowca królowej. Ekspertyza medyczna wykazała, że Rycheza była osobą o wątłej posturze („die selige Rycheza war von kleiner zierlicher Gestalt”), okazało się również, że złamała kiedyś obojczyk, co, jak przypuszcza autor protokołu otwarcia grobowca, mogło być spowodowane upadkiem z konia.

## Kult
W Niemczech jest uważana za osobę świątobliwą. Została uznana przez lud za błogosławioną i jest czczona jako błogosławiona Rycheza.
Jej wspomnienie liturgiczne w kościele katolickim obchodzone jest 21 maja.

## Rodzina

### Małżeństwo i potomstwo
Rycheza z małżeństwa z Mieszkiem II (ur. 990, zm. 10 lub 11 maja 1034) miała troje dzieci:
- Kazimierz I Odnowiciel (ur. 25 lipca 1016, zm. 28 listopada 1058) – książę Polski (1038–1058),
- N. N., córka (ur. ?, zm. po 1052) – żona Beli I, króla Węgier (1060–1063), znana jako Rycheza lub Adelajda[6],
- Gertruda (ur. ok. 1025, zm. 4 stycznia 1108) – żona Izjasława I, wielkiego księcia kijowskiego (od 1054).

Możliwe, że córką Rychezy była również Agata, żona angielskiego księcia Edwarda Wygnańca, której pochodzenie jest kwestią dyskusyjną.

### Genealogia
| Hermann Pusillus ur. ? zm. najwcześniej 996 | Hermann Pusillus ur. ? zm. najwcześniej 996 |                             |                             | Heylwig ur. ? zm. ? | Heylwig ur. ? zm. ? |  |  | Otton II ur. 955 zm. 7 XII 983 | Otton II ur. 955 zm. 7 XII 983 |                               |                               | Teofano ur. 956 zm. 15 VI 991 | Teofano ur. 956 zm. 15 VI 991 |
|                                             |                                             |                             |                             |                     |                     |  |  |                                |                                |                               |                               |                               |                               |
|                                             |                                             |                             |                             |                     |                     |  |  |                                |                                |                               |                               |                               |                               |
|                                             |                                             | Ezzon ur. 955 zm. 21 V 1034 | Ezzon ur. 955 zm. 21 V 1034 |                     |                     |  |  |                                |                                | Matylda ur. 979 zm. 4 XI 1025 | Matylda ur. 979 zm. 4 XI 1025 |                               |                               |
|                                             |                                             |                             |                             |                     |                     |  |  |                                |                                |                               |                               |                               |                               |
|                                             |                                             |                             |                             |                     |                     |  |  |                                |                                |                               |                               |                               |                               |
|                                             |                                             |                             |                             |                     |                     |  |  |                                |                                |                               |                               |                               |                               |

|                                    |                                    | Mieszko II Lambert ur. 990 zm. 10 lub 11 V 1034 OO 1013 | Mieszko II Lambert ur. 990 zm. 10 lub 11 V 1034 OO 1013 | Rycheza Lotaryńska (ur. ok. 993, zm. 21 III 1063)     | Rycheza Lotaryńska (ur. ok. 993, zm. 21 III 1063)     |  |  |  |  |
|                                    |                                    |                                                         |                                                         |                                                       |                                                       |  |  |  |  |
|                                    |                                    |                                                         |                                                         |                                                       |                                                       |  |  |  |  |
|                                    |                                    |                                                         |                                                         |                                                       |                                                       |  |  |  |  |
| Gertruda ur. ok. 1025 zm. 4 I 1108 | Gertruda ur. ok. 1025 zm. 4 I 1108 | N.N., córka ur. ? zm. po 1052                           | N.N., córka ur. ? zm. po 1052                           | Kazimierz I Odnowiciel ur. 25 VII 1016 zm. 28 XI 1058 | Kazimierz I Odnowiciel ur. 25 VII 1016 zm. 28 XI 1058 |  |  |  |  |

## Rycheza w kulturze
Rycheza Lotaryńska jest bohaterką powieści Jadwigi Żylińskiej Złota włócznia.